# Harriet Bland
Harriet Claiborne Bland (Missouri, St. Louis, 1915. február 13. – Texas, Fort Worth, 1991. november 6.) olimpiai bajnok amerikai atléta.
Két versenyszámban is részt vett az 1936-os berlini olimpiai játékokon. Annette Rogers, Betty Robinson és Helen Stephens társaként aranyérmet nyert a négyszer százas váltóversenyen. A százméteres síkfutás versenyére is benevezett, itt azonban nem ért el jó eredményt.

## Egyéni legjobbjai
- 100 méter síkfutás - 12,2 s (1932)